# Tomáš Pštross
Tomáš Pštross (ur. 11 grudnia 1795, zm. 11 stycznia 1876) – czeski sędzia i urzędnik, burmistrz Pragi w maju 1848 roku. 

## Życiorys
Przed wyborem na burmistrza Pragi pracował jako sędzia i wyznawał poglądy proaustriackie i konserwatywne. Został wybrany burmistrzem 18 maja 1848 roku głosami konserwatystów, obawiających się anarchii w mieście związanej z trwającą wówczas Wiosną Ludów. 
Pierwszym i jedynym aktem podczas trwania jego kadencji była próba zorganizowania wyborów do Frankfurckiego Zgromadzenia Narodowego, które zostały jednak zbojkotowane przez mieszkańców Pragi (oddano tylko 3 ważne karty do głosowania). Z powodu niechęci mieszkańców miasta po próbie zorganizowania wyborów, 30 maja 1848 roku został zmuszony do zrezygnowania z pełnionej funkcji. Następnie powrócił do pracy jako sędzia, zostając m.in. prezesem sądu prowincjonalnego dla Królestwa Czech.